# Defense Language Institute Foreign Language Center
Le Centre des langues étrangères de l'institut de langues de la Défense (nom original en anglais : Defense Language Institute - Foreign Language Center,  DLIFLC) est un institut de recherche et d'éducation pour les langues étrangères du département de la Défense des États-Unis.
Il dépend actuellement du United States Army Training and Doctrine Command de l'US Army.

## Historique

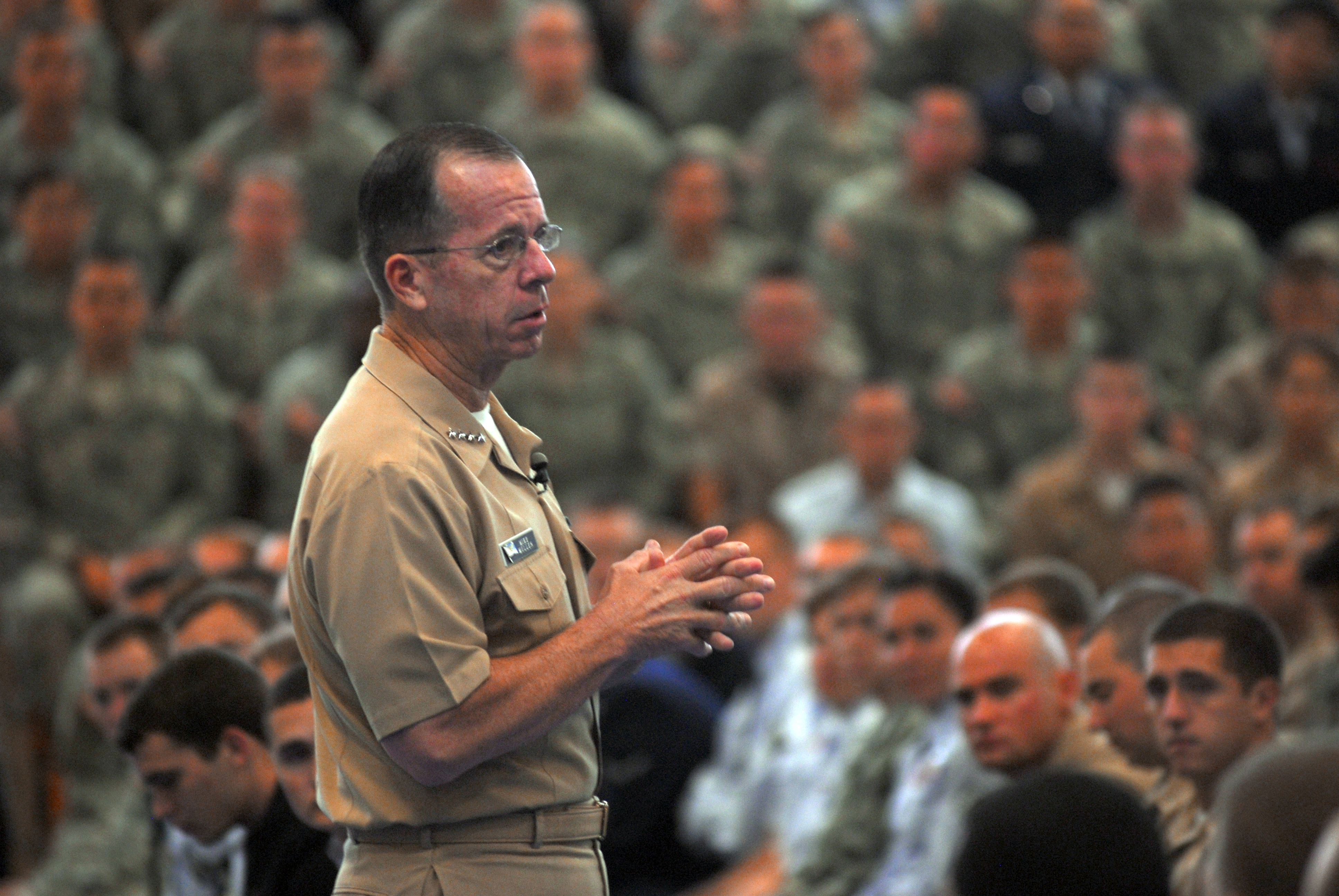
Le chef d'état-major Michael Mullen s'adressant à environ 2000 étudiants et membres du personnel du DLIFLC en 2009.

Les premiers cours de langue étrangère ont eu lieu le 1er novembre 1941 avec une soixante d'étudiants nippo-américains dans une école secrète installée sur un aérodrome militaire du Presidio de San Francisco, le Military Intelligence Service Language School (MISLS), avant de déménager en 1942 au Camp Savage dans le Minnesota, puis à Fort Snelling en 1944.
6 000 militaires furent formés dans cette école et servirent durant les campagnes du Pacifique et l'occupation du Japon.
En 1946, le Military Intelligence Service Language School (École de langues du renseignement militaire) emménage au Presidio de Monterey et est rebaptisé Army Language School (ALS) (École de langues de l'Armée). En juin 1963, l'Army Language School est renommée Defense Language Institute (DLI, Institut de langues de la Défense).
En 1976, le Defense Language Institute devient le Defense Language Institute Foreign Language Center (DLIFLC, Centre des langues étrangères de l'institut de langues de la Défense), le principal centre de formation pour les langues étrangères du département de la Défense. Le centre constitue aujourd'hui l'activité principale du Presidio.

## Formation

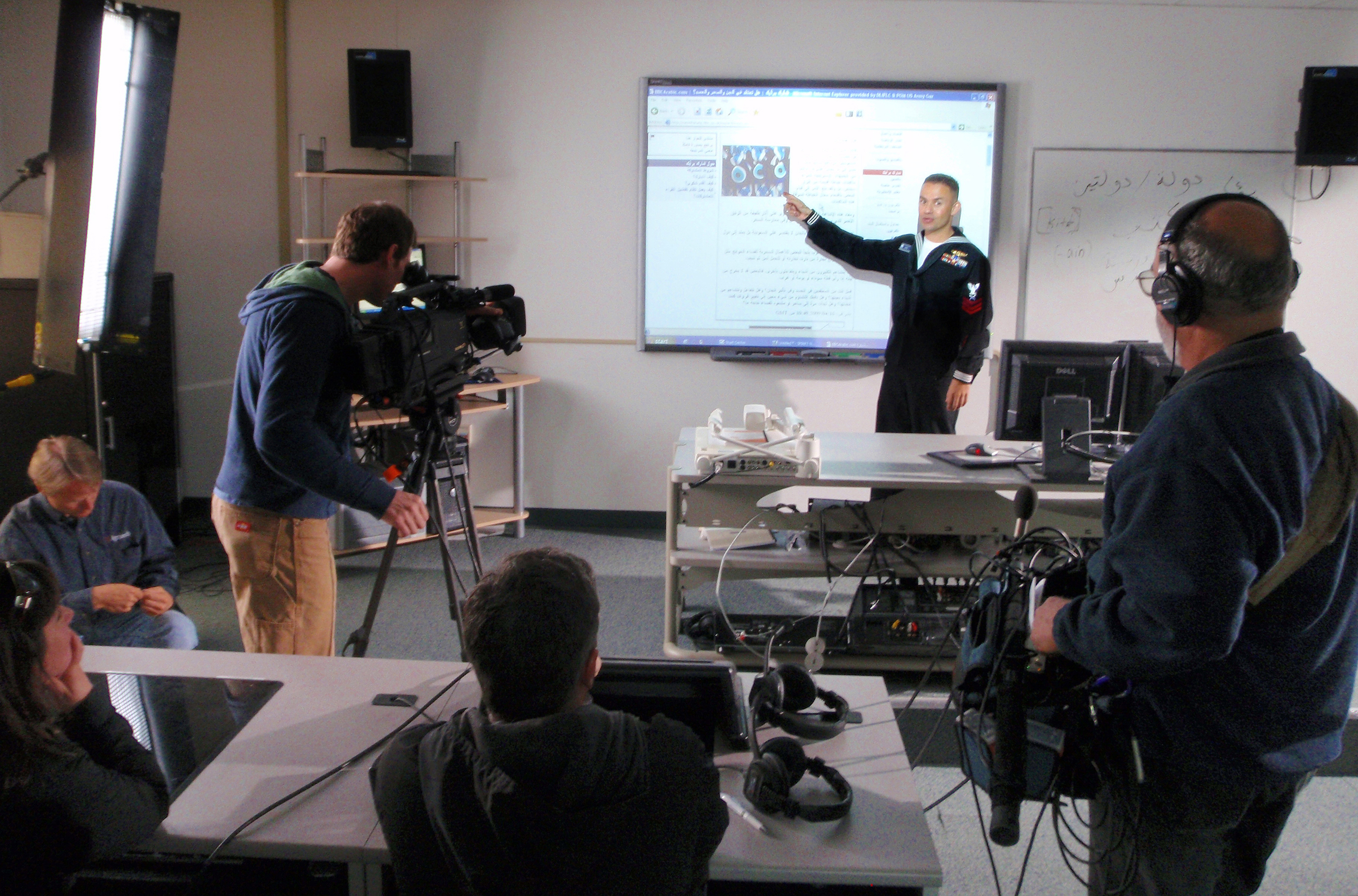
Une équipe de Discovery Channel enregistrant un professeur d'arabe du Center for Information Dominance, Detachment Monterey, dans une salle de classe du DLI de Presidio.

Durant la guerre froide, c'était l'étude du russe qui dominait avec le vietnamien durant la guerre du Viêt Nam.
Depuis les attentats du 11 septembre 2001, c'est l'arabe qui est la langue la plus enseignée ; le chinois et le coréen le suivent de près.
L'institut emploie, en 2007, environ 1 100 professeurs civils, 100 instructeurs militaires, 350 autres militaires et 400 civils chargés d'autres taches; en 2009, 1 700 professeurs et instructeurs étaient en poste. Son budget en 2006 était de 360 millions de dollars américains.
En 2007, quelque 3 500 étudiants suivent des cours à l'institut de Monterey, dont 1 300 (le plus gros contingent) vient de l'US Air Force soit 40 % de plus qu'avant 2001. En 2008, 3 900 étudiants étaient en formation.
Selon le colonel Tucker Mansager de l'US Army qui dirigea l'institut de 2004 à 2007, 70 à 80 % des étudiants qui terminent leurs études deviennent des spécialistes de l'interception de communications, 15 % font partie de l'Intelligence Community, et 5 % deviennent des officiers qui conseillent des centres de commandement militaire sur des questions politico-militaires d'ordre international.
Des fonctionnaires des administrations américaines (forces de police, douanes) viennent également prendre des cours.
La longueur des cours dépend de la difficulté pour des anglophones de l'apprentissage d'une langue particulière. Il faut en général six mois pour l'allemand, l'espagnol, le français et l'italien, un an pour le dari, le farsi, le pachto et le russe, dix-huit mois pour les langues les plus difficiles, l'arabe, le chinois, le coréen et le japonais.
Presque tous les professeurs enseignent la langue du pays dans lequel ils sont nés, ce qui leur permet de donner aussi des cours sur la plupart des aspects de la culture de ce pays, de sa religion à sa cuisine.
Outre l'enseignement des langues étrangères, le DLI publie aussi des manuels en langue étrangère adaptés à des pays donnés destinés à être utilisés sur le terrain ainsi qu'une série de CD-Roms .